# Valmir Nafiu
Valmir Nafiu (mazedonisch Валмир Нафиу; * 23. April 1994 in Tetovo) ist ein nordmazedonischer Fußballspieler.

## Karriere

### Verein
Nafiu begann seine Karriere in der Jugend des FK Škendija in Mazedonien. Mit seinem Talent machte er u. a. Ajax Amsterdam, den FC Groningen und den FC Barcelona auf sich aufmerksam. Zur Saison 2010/11 stieß Nafiu im Alter von 16 Jahren zum Kader der ersten Mannschaft. Er kam zu Beginn der Saison in der Champions-League-Qualifikation gegen den FK Partizan Belgrad zum Einsatz. In seiner ersten Spielzeit wurde Nafiu Mazedonischer Meister und Supercup-Sieger.
Nach der Saison entschied sich Nafiu, künftig für den FC Basel zu spielen. Da er noch keine 18 Jahre alt war, konnte er einen Wechsel nicht komplettieren und war daher noch bis zu seinem 18. Geburtstag offiziell Spieler des FK Škendija.
Ende Juni 2011 begann Nafiu, am Trainingslager der Profis des FC Basel am Tegernsee teilzunehmen. Da er zu diesem Zeitpunkt noch keine 18 Jahre alt war, konnte er keinen Vertrag mit dem Schweizer Klub unterzeichnen. Er absolvierte als Gastspieler Testspiele und Turniere mit der A-Jugend (U19), u. a. in der NextGen Series, und der U21. An seinem 18. Geburtstag unterschrieb er einen Vertrag und wurde so offiziell Spieler des FC Basel. Er verließ den Verein ohne Pflichtspieleinsatz zum 31. August 2012.
Ende August 2012 startete Nafiu ein Probetraining beim Hamburger SV. Nachdem er sein Engagement beim FC Basel beendet hatte, spielte er als vereinsloser Spieler einige Testspiele mit den Profis. Zudem nahm er regelmäßig am Training der zweiten Mannschaft (U23) teil. Ende November wurde Nafiu fest für die U23 verpflichtet. Er debütierte am 25. November 2012 bei der 1:2-Heimniederlage gegen den SV Meppen über die volle Spielzeit in der viertklassigen Regionalliga Nord.
Da Nafiu nach der Saison 2012/13 ins Herrenalter kam und somit als Nicht-EU-Ausländer nicht mehr für die U23 spielberechtigt war, rückte er zur Saison 2013/14 in den Profikader auf. Unter Thorsten Fink, Bert van Marwijk und Mirko Slomka kam Nafiu allerdings zu keinem Einsatz, sondern saß nur einige Male auf der Ersatzbank. Zu seinem Bundesligadebüt kam er schließlich am 25. Oktober 2014 unter Trainer Josef Zinnbauer, als er bei einer 0:3-Niederlage gegen Hertha BSC am 9. Spieltag der Saison 2014/15 in der 74. Spielminute für Pierre-Michel Lasogga eingewechselt wurde. In der Winterpause reiste Nafiu nicht mit dem Team ins Trainingslager nach Dubai, da er bei den sportlichen Planungen des Trainerteams nicht mehr berücksichtigt werden sollte.
Daraufhin wechselte Nafiu am 27. Januar 2015 in die zyprische First Division zu APOEL Nikosia. Er unterschrieb beim vom Ex-HSV-Trainer Thorsten Fink trainierten Team einen Vertrag über viereinhalb Jahre bis zum 30. Juni 2019. Bereits ein Jahr und zehn Ligaeinsätze später (in der gewonnenen Pokalrunde kam er nicht zum Einsatz) ging er wieder nach Albanien und konnte bei drei Einsätzen zum Gewinn der Meisterschaft durch KF Skënderbeu Korça beitragen, wurde aber nur ein weiteres halbes Jahr später in Nordmazedonien von FK Renova Džepčište verpflichtet. 2018 ging er innerhalb dieser Liga zurück zu Shkendija Tetvo, wo er sich als feste Größe etablierte. Zwei weitere Meisterschaften, 2019 und 2021, konnte er mit seinem Jugendverein feiern.

## Titel und Erfolge
FK Škendija
- Mazedonischer Meister: 2011, 2019, 2021
- Mazedonischer Supercup-Sieger: 2011

KF Skënderbeu Korça
- Albanischer Meister: 2016

APOEL Nikosia
- Zyprischer Pokalsieger: 2015